# Leavening (Yorkshire du Nord)
Leavening est un village et une paroisse civile du Yorkshire du Nord, en Angleterre.